# Panthers de Wrocław
Stade
Maillots
Champion Polish Bowl
XI (2016) - XII (2017) - XIV (2019) - XV (2020)
Les Panthers de Wrocław (Wrocław Panthers) sont une franchise polonaise de football américain basée à Wrocław en Pologne.
Elle participe à la compétition de l'European League of Football (ELF) depuis la saison 2021.
Auparavant, ils ont joués dans le championnat de Turquie de football américain dénommé Top Liga de la Polish American Football League (2014-2017) puis Liga Futbolu Amerykańskiego 1 (2018-2020). Au niveau international l'équipe a joué dans la Ligue des champions européenne de l'IFAF (2016) et dans la Central European Football League (2017–2019). 

## Histoire
La franchise est fondée en 2013 à la suite de la fusion entre les deux équipes de la Ligue polonaise de football américain (PLFA), les Giants et les Devils de Wrocław.
Au cours de ses sept saisons en ligues polonaises, l'équipe remporte quatre finale nationale (dénommée le « Polish Bowl »). Les Panthers sont également la première équipe polonaise à gagner la Ligue des champions européenne de l'IFAF en 2016.
Pendant la pandémie de Covid-19 (saison 2019), Jakub Samel est nommé entraîneur principal de l'équipe et devient le premier entraîneur principal polonais de l'histoire du club.
En 2021, l'équipe décide de rejoindre l'European League of Football pour sa saison inaugurale.

## Stade
L'équipe joue ses matchs à domicile au stade olympique de Wrocław d'une capacité de 11 000 places.

## Saison par saison
| Saison                        | Saison régulière | Saison régulière | Saison régulière | Saison régulière | Saison régulière | Saison régulière | Saison régulière | Saison régulière | Phase finale                                                          |
| ----------------------------- | ---------------- | ---------------- | ---------------- | ---------------- | ---------------- | ---------------- | ---------------- | ---------------- | --------------------------------------------------------------------- |
| Saison                        | Nb               | V                | D                | N                | %                | +                | -                | Classement       | Phase finale                                                          |
| Top Liga                      |                  |                  |                  |                  |                  |                  |                  |                  |                                                                       |
| 2014                          | 10               | 8                | 2                | 0                | 80,0             | 400              | 79               | 2e               | Défaite 32-41 au Polish Bowl IX contre les Seahawks de Gdynia         |
| 2015                          | 10               | 10               | 0                | 0                | 100              | 472              | 82               | 2e               | Défaite 18-21 au Polish Bowl X contre les Seahawks de Gdynia          |
| 2016                          | 8                | 7                | 1                | 0                | 87,5             | 349              | 68               | 1er              | Victoire 56-13 au Polish Bowl XI contre les Seahawks de Gdynia        |
| 2017                          | 6                | 6                | 0                | 0                | 100              | 278              | 45               | 1er              | Victoire au Polish Bowl XII contre les Seahawks de Gdynia             |
| Totaux PAFL                   | 34               | 31               | 3                | 0                | 90,1             | 1499             | 274              | -                | 2 titres - 8 matchs de phase finale dont 6 victoires                  |
| Liga Futbolu Amerykańskiego 1 |                  |                  |                  |                  |                  |                  |                  |                  |                                                                       |
| 2018                          | 8                | 8                | 0                | 0                | 100              | 370              | 78               | 2e               | Défaite 13-14 au Polish Bowl XIII contre les Lowlanders de Bialystock |
| 2019                          | 8                | 8                | 0                | 0                | 100              | 345              | 97               | 1er              | Victoire 28-14 au Polish Bowl XIV contre les Lowlanders de Bialystock |
| 2020                          | 5                | 5                | 0                | 0                | 100              | 261              | 20               | 1er              | Victoire 48-12 au Polish Bowl XV contre les Lowlanders de Bialystock  |
| Totaux LFA1                   | 21               | 21               | 0                | 0                | 100              | 976              | 195              | -                | 2 titres - 6 matchs de phase finale dont 5 victoires                  |

| Saison | Saison régulière | Saison régulière | Saison régulière | Saison régulière | Saison régulière | Saison régulière | Saison régulière | Saison régulière | Saison régulière   | Phase finale                                             | Phase finale    |
| ------ | ---------------- | ---------------- | ---------------- | ---------------- | ---------------- | ---------------- | ---------------- | ---------------- | ------------------ | -------------------------------------------------------- | --------------- |
| Saison | Nb               | V                | D                | N                | %                | +                | -                | ≠                | Classement         | Phase finale                                             | Phase finale    |
| 2021   | 10               | 06               | 04               | 0                | 60,0             | 314              | 259              | +055             | 2e division Nord   | Défaite 27-30 en ½ finale contre les Hambourg Sea Devils |                 |
| 2022   | 12               | 05               | 07               | 0                | 41,6             | 287              | 305              | -018             | 3e conférence Nord | Non qualifié                                             |                 |
| 2023   | 12               | 08               | 04               | 0                | 66,7             | 385              | 221              | +164             | 3e conférence Est  | Défaite 14-37 en Wild-card contre le Stuttgart Surge     |                 |
| 2024   | Saison en cours  | Saison en cours  | Saison en cours  | Saison en cours  | Saison en cours  | Saison en cours  | Saison en cours  | Saison en cours  | Saison en cours    | Saison en cours                                          | Saison en cours |
| Totaux | 24               | 19               | 15               | 0                | 79,2             | 986              | 785              | +201             | -                  | 2 participations, 0 titre                                |                 |